# رحلة المشاغبين (فلم)
رحلة المشاغبين هو فيلم مصري كوميدي من إنتاج عام 1988م، من بطولة سمير غانم ودلال عبد العزيز وأحمد راتب وهو من إخراج أحمد ثروت وتأليف عمر الدكروري.

## الشخصيات
- سمير غانم (الزنانيري)
- دلال عبد العزيز (رشا)
- أحمد راتب (الفرجاني)
- مجدي وهبة (علّام)

## قصة الفيلم
قرر "علام" عم "رشا" والوصي عليها وعلى ممتلكاتها أن يبيع أجزاء من أرضها وأملاكها، ويتلاعب بالقانون لصالحه، ويحاول "زنانيري" الذي يحب "رشا" أن يكشفه ويظهره على حقيقته.

## روابط خارجية
- مقالات تستعمل روابط فنية بلا صلة مع ويكي بيانات